# Olga Persson
Olga Persson, född 22 maj 1977, är en svensk statsvetare och förbundsordförande för riksförbundet Unizon.

## Biografi
Persson avlade 2002 kandidatexamen i statsvetenskap vid Södertörns högskola och har under många år arbetat med feministiska frågor och mäns våld mot kvinnor. Mellan 2006 och 2010 arbetade hon på Alla kvinnors hus i Team för våldtagna kvinnor i Stockholm. År 2010 blev hon generalsekreterare för Unizon, riksförbund för över 130 kvinno- tjej- och ungdomsjourer, där hon 2020 blev förbundsordförande. Hon har även arbetat på justitiedepartementet som sekreterare för betänkandet "Våld i nära relationer - en folkhälsofråga" (2014) från Nationella samordnaren mot våld i nära relationer.
Persson beskriver mäns våld mot kvinnor som en ständigt pågående pandemi som dödar och skrämmer kvinnor men sällan leder till några restriktioner. Hon har i flera sammanhang lyft fram porr- och prostitutionsindustrin som bidragande till våld och attityder som understödjer våld mot kvinnor, bland annat genom att tillsammans med Zandra Kanakaris ansvara för rapporten "Porr och prostitution - en rapport om utsatthet och efterfrågan".
Persson var värd för Sommar i P1 den 26 juli 2021.

## Styrelseuppdrag
Olga Persson är styrelseledamot i Fredrika Bremer-förbundet samt i WWP-EN Working with Perpetrators Europe..

## Utmärkelser
- 2021 - Fredrika Bremer-förbundets BRA-pris[9]
- 2021 - Anna Lindh-priset[10]